# France 3 Rhône-Alpes
France 3 Rhône-Alpes est l'une des vingt-quatre antennes métropolitaines de proximité de France Télévisions, émettant sur l'est de la région Auvergne-Rhône-Alpes, et basée à Lyon.
À partir du 4 janvier 2016, elle fusionne avec deux autres antennes au sein de France 3 Auvergne-Rhône-Alpes.

## Histoire de la chaine
Le 8 novembre 1954, le maire de Lyon, Édouard Herriot, et le ministre du Commerce et de l’Industrie, Henri Ulver, inaugurent en présence de Miss France le petit studio de télévision de la Radiodiffusion-télévision française (RTF) à Villeurbanne, qui marque le lancement officiel de Télé-Lyon, quatrième station locale de télévision qui diffuse ses programmes certains jours de la semaine avant le début du programme national de la R.T.F. depuis l’émetteur installé en haut de la tour métallique de Fourvière rachetée l’année précédente. Les 1 500 téléspectateurs lyonnais de l’époque équipés d’un poste de télévision découvrent alors la magie des images locales.
À partir de 1958, la station réalise pour le réseau national un dimanche sur quatre, en alternance avec Télé-Lille, Télé-Marseille et Télé-Strasbourg, la série Dimanche en France, initiée par Jean d'Arcy, le Directeur de la télévision de la RTF Ces émissions sont réalisées en film, en noir et blanc et diffusées de 12h30 à 13 heures,,,. Cette tranche horaire est reprise par Paris en 1962 pour diffuser Discorama.
Le journal télévisé de Lyon est diffusé quotidiennement à partir de 1963. Le 10 janvier 1964, Alain Peyrefitte, ministre de l'information, inaugure Rhône-Alpes Actualités, la nouvelle formule du journal télévisé régional diffusée chaque jour de 19h25 à 19h40. Cette nouvelle formule est destinée à présenter chaque soir l'actualité et le visage de la région à ses téléspectateurs et officieusement à rétablir l’équilibre politique avec la presse régionale jugée hostile au gouvernement gaulliste. À partir de cet instant, l’information occupe une place prépondérante dans les programmes régionaux par rapport à la production artistique à la suite de la transformation des stations régionales en Centres d’Actualités Télévisés (CAT).
Télé-Lyon devient ORTF Télévision Rhône-Alpes le 25 juillet 1964 et le Centre d'actualité de Clermont-Ferrand est créé la même année, suivi de celui de Grenoble en 1968 pour suivre l’actualité des Jeux olympiques d'hiver.
La création en 1972 d'une troisième chaîne nationale et interrégionale par l'ORTF, s’appuyant largement sur les relais techniques et rédactionnels de ses stations régionales, entraîne l’installation à Lyon d’un centre de production lourde destiné à produire des émissions pour le nouveau canal.
À la suite de l'éclatement de l'ORTF le 31 décembre 1974 et à la création de FR3, responsable de toutes les chaînes de radio et de télévision régionales, l'ORTF Télévision Rhône-Alpes devient FR3 Rhône-Alpes Auvergne dès le 6 janvier 1975, lorsque les programmes régionaux passent de la deuxième à la troisième chaîne.
Depuis le 3 septembre 1970, le journal télévisé régional est élaboré et retransmis tous les jeudis depuis les studios de l'ORTF de l'avenue du grand Sablon à La Tronche. Ces studios mis en service lors des jeux olympiques d'hiver de 1968, serviront à plein temps pour le Journal des Alpes créé le 1er juin 1982. À partir du 5 septembre 1983, le programme régional est diffusé en soirée de 17h00 à 19h55 et la publicité sur l'antenne régionale est autorisée par la Haute Autorité de la communication audiovisuelle en 1984. De nouveaux bureaux permanents ouvrent dans l'Ain, la Loire et la Drôme.
L'information régionale est diffusée tous les jours de 19h10 à 19h30 dans le cadre du 19/20 dès 1990.
Avec la création de France Télévision le 7 septembre 1992, les sociétés nationales de programmes de télévision changent de nom : FR3 devient France 3 et sa station régionale FR3 Rhône-Alpes Auvergne est renommée France 3 Rhône-Alpes Auvergne. Le lancement en 1999 de trois éditions locales de sept minutes permet de couvrir l’actualité du Grand Lyon, de Saint-Étienne et de Grenoble.
Fin 2009, la direction régionale de France 3 Rhône-Alpes Auvergne couvrait 12 départements et comptait trois rédactions régionales (Lyon, Grenoble et Clermont-Ferrand), quatre éditions locales (Lyon, Saint-Étienne, Grenoble et Clermont-Ferrand), dix bureaux permanents et une unité régionale de production.
Depuis le 4 janvier 2010, une nouvelle organisation de France 3 a été mise en place dans le cadre de l'entreprise unique France Télévisions. L’un des changements majeurs pour France 3 est la suppression de ses 13 directions régionales remplacées par quatre pôles de gouvernance (Nord-Est, Nord-Ouest, Sud Ouest et Sud-est) localisés dans quatre grandes villes de France, celui du Sud-Est ayant été attribué à Marseille. Les régions sont redécoupées en 24 antennes dites de proximité. Les bureaux régionaux d'information de Grenoble et Clermont-Ferrand cessent de dépendre de Lyon, qui a perdu son rôle de direction régionale, pour devenir autonomes.
France 3 Rhône-Alpes Auvergne se scinde alors en trois antennes de proximité : France 3 Rhône-Alpes, France 3 Alpes et France 3 Auvergne.

## Identité visuelle

### Identité visuelle (logo)

Logo de FR3 Rhône-Alpes Auvergne du 6 mai 1986 au 6 septembre 1992.
Logo de France 3 Rhône-Alpes Auvergne du 7 septembre 1992 au 7 janvier 2002.
Logo de France 3 Rhône-Alpes Auvergne du 7 janvier 2002 au 6 avril 2008.
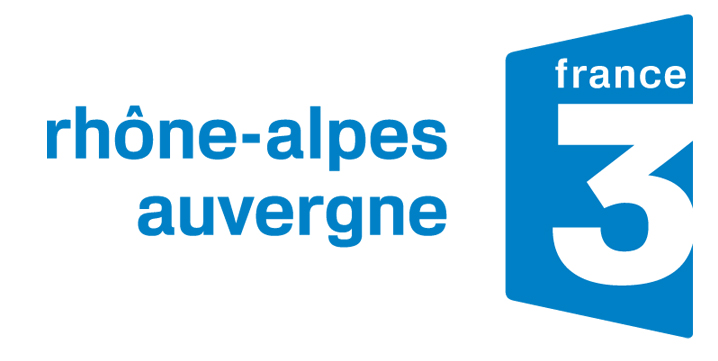
Logo de France 3 Rhône-Alpes Auvergne du 7 avril 2008 au 3 janvier 2010.
Logo de France 3 Rhône-Alpes du 4 janvier 2010 au 3 janvier 2016.

## Slogans
- 1992-2001 : « France 3, la télé qui prend son temps »
- 2001-2010 : « France 3, de près, on se comprend mieux »[9]
- 2010-2011 : « France 3, avec vous, à chaque instant »
- 2011-2012 : « Entre nous, on se dit tout »
- 2012-2013 : « Vous êtes au bon endroit »
- 2013 : « Depuis 40 ans, vous êtes au bon endroit »
- novembre 2013 : « Nos régions nous inspirent, nos régions vous inspirent »

## Organisation

### Dirigeants
Dirigeants du pôle de gouvernance France Télévisions Sud-Est :
- Directeur du pôle France Télévisions Sud-Est : Patrick Labarrière

France 3 Rhône-Alpes :
- Rédacteur en chef France 3 Rhône-Alpes : Xavier Rolland (depuis le 9 décembre 2019)
- Rédacteur en chef France 3 Loire : Max Adélise[10]

### Mission
La mission des antennes régionales de France 3 est de produire de l’information et des programmes de proximité sur tous les supports de diffusion.

### Siège et bureaux permanents
Le premier studio de Télé-Lyon était situé à Villeurbanne. La chaîne déménage en 1968 pour s’installer à la Maison de la Radio-Télévision de l'O.R.T.F. qui vient d'être achevée dans le tout nouveau centre tertiaire lyonnais de la Part-Dieu, au 14 rue des Cuirassiers dans le 3e arrondissement de Lyon. Ce nouveau siège, réalisé par l’architecte M. Joly, est formé de deux bâtiments de 3 à 6 étages chacun au sein desquels s'installent le bureau régional d’information (BRI), les services de production de la télévision et de la radio, ainsi que les services techniques. Ils abritent toujours aujourd'hui le siège de l'antenne de proximité France 3 Rhône-Alpes, ainsi que l'antenne locale de Radio-France.
Bureaux permanents :
- France 3 Loire : 7, rue docteur Rémy Anino, 42100 Saint-Étienne
- France 3 Ain : 4 rue des Violettes, 01000 Bourg-en-Bresse
- France 3 Valence : 471 Avenue Victor Hugo, 26000 Valence
- France 3 toutes Régions (rédaction du journal des régions) : 51, rue des Docks - 69009 Lyon
- France 3 Rhône Alpes : 14 Rue des Cuirassiers, 69003 Lyon

## Émissions régionales

### Émissions de proximité
- Declik : les personnalités de la région Rhône-Alpes se confient et partagent leurs expériences avec Alain Fauritte. Émission diffusée tous les samedis à 11h05.
- Declik cinéma : l'actualité du cinéma en Rhône-Alpes - les critiques des films -
- La voix est libre : débat hebdomadaire pour revenir sur l’actualité et les grands dossiers de la région avec les élus et les personnalités de la société civile, diffusé le samedi à 11h30.
- Chroniques d'en haut : chaque samedi à 16h20, le magazine de la montagne propose la découverte d’une vallée, d’un massif et de ses habitants avec Laurent Guillaume.
- Goûtez voir : magazine gastronomique diffusé le dimanche à 11h30. Odile Mattei part à la découverte du territoire en rencontrant des chefs étoilés, cuisinières et aubergistes avec qui elle élabore une recette.
- 3 Partout : magazine des sports diffusé le dimanche à 11h55.
- Côté Jardin
- Midi Pile du 12/13

### Journaux télévisés
- 12/13 Rhône-Alpes : toute l'actualité régionale diffusée chaque jour de 12h00 à 12h30
- 19/20 Rhône-Alpes : toute l'actualité régionale diffusée du lundi au vendredi de 19h00 à 19h18 et le week-end de 19h à 19h30
- Soir 3 Rhône-Alpes : l'actualité régionale tout en images diffusée chaque jour à 22h45, supprimé en août 2019 avec la disparition de l'édition nationale[11]

Diffusion de journaux des villes :
- 19/20 Edition de proximité Grand Lyon : toute l'actualité du Grand Lyon diffusée chaque jour de 18h50 à 19h00[12]
- 19/20 Edition de proximité Saint-Étienne : toute l'actualité stéphanoise diffusée chaque jour de 18h50 à 19h00[13]

### Présentateurs des émissions régionales
- Silvie Boschiero
- Alain Fauritte
- Laurent Guillaume
- Sorya Khaldoun
- Frédéric Llop
- Odile Mattei
- Olivier Michel
- Paul Satis
- Fabrice Cagnin
- Sandra Méallier
- Lise Riger

## Production
Les équipes de la filière production de France Télévisions basées à Lyon possèdent des moyens de production et de post-production permettant d’assurer pour l’antenne nationale de France 3 ou d’autres opérateurs audiovisuels, la fabrication de téléfilms, documentaires, magazines, émissions pour la jeunesse, jeux et divertissements ainsi que la retransmission des grands événements sportifs, culturels et politiques nationaux.
- La série Louis la Brocante était tournée à Lyon et dans les environs par des équipes de la filière production de France 3 Rhône-Alpes Auvergne.

## Diffusion

Zone d'émission TNT initiale de France 3 Rhône-Alpes : les départements de la Loire et du Rhône

Télé-Lyon fut d'abord diffusée sur le réseau hertzien analogique terrestre VHF en bandes I et III en haute définition 819 lignes noir et blanc depuis l’émetteur installé en haut de la tour métallique de Fourvière.
À partir du 18 avril 1964, la deuxième chaîne relaie les programmes régionaux sur la plupart de ses émetteurs UHF à 625 lignes afin que les éditions régionales soient distribuées au mieux du découpage des circonscriptions administratives régionales. Les vastes zones de réception VHF de chaque émetteur de la première chaîne sont souvent reçues par plusieurs régions différentes, le réseau ayant été initialement conçu pour couvrir un maximum de population avec un minimum de fréquences. Les réseaux UHF, codés en SECAM IIIB norme L depuis le 1er octobre, sont complétés par des "émetteurs intercalaires" qui ont des zones de diffusion qui "cadrent" bien mieux avec le découpage des régions créées en 1960.
Dès le 6 janvier 1975, les programmes régionaux sont diffusés sur le troisième réseau terrestre analogique hertzien UHF SECAM IIIB norme L sur toute la région Rhône-Alpes via les cinq émetteurs TDF de Lyon Mont-Pilat, Saint-Étienne Croix du Guizay, Gex Mont Rond, Grenoble Chamrousse et Chambéry Mont du Chat jusqu'au passage définitif à la diffusion numérique terrestre le 15 juin 2011 pour le Rhône et le 20 septembre 2011 pour les Alpes. Depuis cette date, France 3 Rhône-Alpes est diffusée en région Rhône-Alpes en clair sur le multiplex R1 de la TNT au standard UHF PAL MPEG-2 (SDTV) depuis les émetteurs principaux TDF de Lyon Fourvière, Lyon Mont-Pilat, Saint-Étienne Croix du Guizay, Privas Crête de Blandine, Chambéry Mont du Chat, et Gex Mont Rond, ainsi que par câble sur Numericable. Elle est aussi accessible dans toute la France sur les bouquets satellite Canalsat, TNTSAT et Fransat, et sur les bouquets ADSL.
La présence de deux émetteurs de très forte puissance installés à une altitude élevée (Mont-Pilat et Gex-Montrond dans le Jura) assure la réception des programmes de la chaîne au-delà des frontières régionales et jusqu'en Suisse romande.